# Melissopalynologie
Die Melissopalynologie als Teilgebiet der Palynologie ist die Untersuchung von Pollen, die aus Honig stammen. Im weiteren Sinne beinhaltet sie auch die Untersuchung der Herkunft dieser Pollen.
Durch Analysieren der Pollen in einer Honigprobe ist es möglich, das geografische Herkunftsgebiet und die dort vorkommenden Pflanzen, die von den Bienen besucht wurden, einzugrenzen oder zu bestimmen. Die Pollenanalyse erfolgt durch Mikroskopie des durch Zentrifugation gewonnenen Sediments der Festkörper, die sich in einer wässrigen Honiglösung befinden. Für eine erste Übersicht genügt nach adäquater Präparation des Sediments häufig eine 160fache Vergrößerung. Detaillierte Aussagen erfordern jedoch bis zu 450fache Vergrößerungen. Ein Standardwerk der Pollenanalyse wurde bereits 1935 von Enoch Zander, seinerzeit Direktor der Bayerischen Landesanstalt für Bienenzucht in Erlangen, herausgegeben.
Diese Information wird für den Nachweis einer bestimmten Herkunft eines bestimmten Honigs benötigt. Honig von einer vorherrschenden Pflanzenart ist geschmacklich differenziert und deshalb oft wertvoller als „Tausendblütenhonig“, der aus Nektar unterschiedlicher Pflanzenarten gesammelt wurde. Auch die Herkunftsregion beeinflusst den Verkaufspreis. Importhonige aus Billiglohnländern sind preiswerter als heimische Honige.
Melissopalynologie dient also dem Aufspüren illegalen Umetikettierens oder falscher Herkunftsangaben (um billigen Honig teurer verkaufen zu können).
Seit 2004 ist die Melissopalynologie nicht mehr zur Herkunftsbestimmung auf alle Honige anwendbar, da auch ein so genannter „Gefilterter Honig“ zum Verkauf angeboten werden darf, siehe Honigverordnung. Hierbei handelt es sich fast ausschließlich um Importe großer Vermarkter, die durch die Filterung eine frühzeitige Kristallisation von flüssig angebotenem Honig („Honig in der Ketchupflasche“) verhindern wollen.